# Rawand-e Sofla
Rawand-e Sofla (perski: روندسفلي) – wieś w Iranie, w ostanie Azerbejdżan Zachodni. W 2006 roku miejscowość liczyła 111 mieszkańców w 21 rodzinach.